# 袁珂
袁珂（えんか、1916年7月12日 - 2001年7月14日）は、中華人民共和国の神話学者。本名は袁聖時。他の筆名に丙生、高標、袁展などがある。
それまで断片的にしか伝来していなかった文献中の中国大陸の神話・伝説・神仙譚など多くの情報を総合的に捉え、系統だった「中国神話学」を確立した。

## 来歴・人物
四川省新繁県（現在の成都市新都区）出身。
1946年、台湾省編訳館に務める。同館の館長は大学時代に教えを受けた許寿裳が務めていた。そこで教科書の編集や海外名著の編訳を手がけるほか、中国神話の研究・系統化を開始。1949年、四川省に戻る。
文化大革命後の1976年に研究活動を本格的に再開。中断していた旧稿の改訂などを着手し、1978年、四川省社会科学院任研究員となる。1984年中国神話学会主席となった。

## 著作
- 中国古代神話 1950年 - 増訂版（商務印書館）1957年、増訂版（中華書局）1960年
- 中国神話故事新編
- 中国神話伝説
- 中国文学簡綱
- 山海経校注 1980年 上海古籍出版社
- 山海経全訳
- 神話論文集
- 神話資料集萃
- 中国神話史
- 中国神話伝説詞典
- 中国民族神話詞典
- 中国神話大詞典
- 神異篇
- 巴蜀神話（共著）

### 日本語訳
- 中国古代神話（伊藤敬一, 高畠穣, 松井博光 訳）みすず書房 1960年
- 神話選訳百題（北原峰樹訳）北九州中国書店 1989年
- 中国の神話伝説 上・下（鈴木博 訳）青土社 1993年 ISBN 4-7917-5221-X、ISBN 4-7917-5222-8
- 中国神話物語（植田渥雄, 三木直大 編訳注）大学書林 1985年
- 中国神話・伝説大事典（鈴木博 訳）大修館書店 1999年 ISBN 4-469-01261-0
- 中国神話史（佐々木猛 訳）集広舎 2023年 ISBN 4-86735-040-0